# Monocerellus
Monocerellus montanus es una especie de araña araneomorfa de la familia Linyphiidae. Es el único miembro del género monotípico Monocerellus.

## Distribución
Es un endemismo del norte de los Urales en Rusia.